# Euphorbia restiacea
Euphorbia restiacea är en törelväxtart som beskrevs av George Bentham. Euphorbia restiacea ingår i släktet törlar, och familjen törelväxter. Inga underarter finns listade i Catalogue of Life.